# Sempervivum marmoreum
Sempervivum marmoreum là một loài thực vật có hoa trong họ Crassulaceae. Loài này được Griseb. miêu tả khoa học đầu tiên năm 1843.